# Cali
Калі (Cali, ім'я при народженні Bruno Caliciuri) — французький співак та автор-виконавець.

## Біографічні відомості
Бруно Калікюрі народився 28 липня 1968 року у Верне-ле-Бен. Його батьком був італієць, а мати каталонка. У юності він захоплювався спортом (він був гравцем у регбійній команді) та музикою (як роком так і традиційним французьким шансоном). Після відвідування концерту ірландського гурту U2, Бруно, натхнений побаченим, вирішив займатись далі лише музикою.
З 17 років він починає грати в андерграундних панк-рок гуртах. Першим таким угрупованням став гурт «Pénétration anale» (фр. Анальна пенетрація), через діяльність якого у нього були проблеми з адміністрацію ліцею в якому він вчився. Потім була команда «Les Rebelles» (фр. Повстанці), яку зібрав вже сам Бруно, і яка проіснувала не довго. Учасниками цього гурту стали друзі і знайомі з його рідного міста. На початку 90-х Бруно створює новий колектив — тріо Indy. І за музикою, і за текстами — цей новий гурт — значно відрізнявся від його попередніх гуртів. Разом з зрілими, більш серйозними текстами, музичному стилю «Indy» було притаманне поєднання важкої гітарної фактури з легкими, майже «попсовими» мелодіями. Як пізніше згадував Бруно, на їхню творчість вплинули французькі виконавці 90-х років — Noir Desir, Miossec та інші. Протягом 90-х років, «Indy» видали два студійних альбоми, продюсером яких став сам Калікюрі. З часом, до нього прийшов досвід праці як на сцені, так і у студії.
Після 2000-го року, «Indy», фактично, припинили своє існування. Бруно вирішив самостійно записувати нові пісні у студії і розсилати їх по фірмах звукозапису або просто викладати у мережі. Тоді ще не було відомо, чи це будуть пісні для нового гурту, або просто розпочнеться сольний проєкт Калікюрі. У інтернеті, за іронією долі, на демоверсію однієї з його нових пісень — «Tout Va Bien» (фр. Все добре) — натрапив не скаут звукозаписуючого лейблу, а звичайний журналіст Дідьє Варро (Didier Varrod).
Дебютник отримав дуже позитивні відгуки від музичної преси, а також став справжнім бестселером 2004-го року. За рік, з моменту релізу, було продано більше 300.000 копій запису, завдяки чому французька національна профспілка виробників фонограм, відзначила його платиновим диском. Музична преса називала цей запис «гімном сучасного чоловіка, який розчарувався у коханні». Критики відмічали його здібність писати хуліганські, і рівночасно ліричні пісні. Найбільшим хітом стала пісня «Elle m'a dit» (фр. Вона сказала…) — протягом наступних років вона так і залишиться його найбільш знаною композицією — треком, з яким асоціюється творчість Калі.
Працю над своїм наступним альбомом він розпочав на початку 2005-го року. Нова платівка отримала назву «Menteur» (фр. Брехун) і була видана у жовтні 2005-го. Головна тематика пісень з нового диску — відчуття дітей, батьки яких розлучаються. Хоч платівка і продавалась повільніше ніж дебютник, але все одно «Menteur» посилив і закріпив позиції Калі серед інших французьких виконавців. Хітами стали пісні «Je ne vivrai pas sans toi» (фр. «Я не буду жити без тебе») та «Je m'en vais Miossec» (фр. Я - Miossec). Після релізу був проведений успішний гастрольний тур, під час якого був записаний концертний альбом «Le bordel magnifique» (фр. Красивий безлад) (виданий у 2006 році). У травні 2006-го року на сцені фестивалю «Les Rendez-vous de Terres Neuves» у місті Бегль, Калі вийшов на сцену разом з музикантами гурту Noir Desir, де вони виконали пісню з репертуару бордозьців À Ton Étoile. На початку 2007 року він став одним з учасників супергурту Les Aventuriers d'un autre Monde. Крім Бруно у тому колективі грали такі провідні французькі виконавці як Рафаель Арош, Ален Башунг, Жан-Луї Обер та ін.
У лютому 2008-го виходить третій альбом «L'espoir» (фр. Надія). Цей новий лонгплей задекларував намір Калі відійти від прийомів та ходів, які були притаманні йому раніше. «L'espoir» відмітилась складнішими аранжировками пісень. Також вперше Бруно пише пісні на політичні теми — схожа на гімн, композиція Résistance (фр. Опір) — реакція артиста на прихід до влади Саркозі. 26 травня 2008, на концерті у Нанті, записується концертний DVD «1000 cœurs debout»

## Музична творчість
Складно зарахувати Калі до армії поп-співаків. Скоріше музика Калі - своєрідний якісний ф'южн рок-гітари і барабанів, витонченої скрипки, тромбона, фортепіано ...  Його концерти відомі дуже енергійною поведінкою співака на сцені. Часто, наприкінці свого виступу, він стрибає у натовп.

## Нагороди та номінації
За роки своєї сольної кар'єри, Калі неодноразово здобував номінації у престижній французький премії "Victoires de la musique", (яку називають французьким Греммі) - але поки що ніколи не ставав її лауреатом. У 2003 році він був номінований у категорії «Прорив року». Роком пізніше Калі здобув вже три номінації у категоріях: «Артист Року», «Пісня Року» (Pensons à l'avenir (фр. «Подумай про майбутнє») та «Концерт Року» за виступ у паризькому театрі Bataclan - але знову не отримав жодної нагороди. У 2006 та 2009 роках, у категорії «Альбом року» були номіновані Menteur та L'espoir відповідно.
У 2004 році він був відзначений "Prix Vincent Scotto", а також отримав "Prix Constantin" за альбом "L'amour parfait".

## Дискографія
- L'amour parfait (серпень 2003, продано більше ніж 550 000 копій)
- Pleine de vie (2004): DVD, записане на концерті у театрі Bataclan
- Menteur (жовтень 2005, 330 000 копій продано)
- Le Bordel Magnifique (жовтень 2006)
- L'Espoir (лютий 2008, 200 000 копій продано)
- 1000 coeurs debout (2008): DVD, записане на концерті у Нанті
- La vie est une truite arc-en-ciel qui nage dans mon cœur (листопад 2010)